# Алан Вайлдер (музикант)
Алан Чарльз Вайлдер (англ. Alan Charles Wilder; нар. 1 червня 1959, Гаммерсміт, Лондон, Англія) — британський музикант, колишній учасник Depeche Mode. Його теперішній музичний проєкт Recoil сягає ще часів Depeche Mode. Коли він залишив останній 1995 року, цей проєкт став основним. Вайлдер також займався продюсуванням і реміксуванням для гуртів Nitzer Ebb і Curve. Має класичну музичну освіту і є відомим сучасним продюсером.

## Ранні роки
Вайлдер народився в сім'ї, яку не можна назвати бідною чи багатою, і зростав в Acton, західний Лондон. Почав грати на піаніно у 8 років, завдяки заохоченню батьків. Пізніше опанував флейту в St. Clement Danes Grammar school і став провідним музикантом шкільного оркестру. Значний вплив, в музичному плані, на нього справив шкільний товариш, ударник Ted Ing. Разом вони створили гурт Cloaca, (де також брали участь Stefan Heller (бас-гітара), Simon Thomas (вокал і гітара) і з часом до них приєднався Mike Christer (гітара)), який давав багато концертів в західному Лондоні. Після школи Алан працював студійним асистентом в DJM Studios. Він згадує: «Я був крутим в більшості аспектів студійної роботи, як-от склеювання плівки, вставки й тому подібне, але зовсім безпомічним, коли потрібно було склеїти панель чи прокласти мікрофонні кабелі до магнітофона.»
В той час, як майбутні Depeche Mode суміщали «денні роботи» з вечірніми виступами і шукали студії для запису своїх робіт, Алан знайшов себе і в внутрішньому продакшені, і в роботі з 'зовнішніми' виконавцями, і дуже швидко його навички клавішника стали використовувати для сесійної роботи. Рано чи пізно попит на його послуги і власне прагнення до більш творчої ролі мали підштовхнути піти з цієї посади, і він, справді, пропрацював в DJM Studios ще всього лиш рік, а потім переїхав в Бристоль, щоб приєднатися до тамтешнього гурту The Dragons.
The Dragons випустили сингл «Misbehavin» на DJM Records, але через відсутність успіху, і що важливіше, грошей, гурт розпався, коли термін контракту з лейблом підійшов до кінця.
Разом з Джо Бартом (Jo Burt), басистом Dragons, Алан повернувся у Лондон під псевдонімом «Alan Normal», щоб приєднатися до недавно утвореного гурту Dafne and the Tenderspots. Хоча спочатку вони виступали в ресторанах, гурт впевнено еволюціонував від легкого лаунжу до нової хвилі, таким чином пробиваючи собі дорогу до контракту з MAM Records.
Після релізу пластинки «Disco Hell» в 1979 р., яка отримала теплі відгуки, Tenderspots все ж не були оцінені байдужою публікою, і через нестачу фінансування, Алан змушений був перейти до наступного гурту Real to Real (де також брали участь Adrian Chilvers (бас-гітара), Pete Fresh (гітара), Wolfgang Marlander (барабани) і Paul St. James (вокал)). Підписані на Red Shadow Records, вони випустили кілька синглів і альбом «Tightrope Walker». Попри помірний успіх, Real to Real зрештою спіткала доля попередніх гуртів Алана, і він вирушив на нові пошуки, граючи на клавішних в стабільному The Hitmen (чий вокаліст Бен Воткінс (Ben Watkins), пізніше сформує Juno Reactor). Посередній хіт «Bates Motel» не втримав його надовго і у цій команді. Та період невдач врешті добігав кінця.

## Депеш Мод
Після того з гурту пішов Вінс Кларк, Депеш Мод розмістили оголошення в музичний журнал Melody Maker: «Потрібен клавішник для усталеного гурту — не для розваг.» Хоч шукали людина до 21-го року (Вайлдеру було 22), він збрехав про свій вік, щоб отримати роботу, і це спрацювало. Алан приєднався до Depeche Mode в січні 1982, спочатку, як клавішник для туру, а невдовзі і як повноцінний учасник гурту.
Вайлдер написав невелику кількість пісень для Depeche Mode, зокрема «The Great Outdoors» — бі-сайд «Get The Balance Right»; «Two Minute Warning», «The Landscape Is Changing» і бі-сайд «Fools» — альбом Construction Time Again; «If You Want» та «In Your Memory» — альбом Some Great Reward. Проте, значно більший вплив Вайлдера в гурті, був як музиканта, аранжувальника і продюсера.
Окрім гри на синтезаторі протягом усього часу в Depeche Mode, Алан також грав на піаніно в баладі «Somebody», і на гобої в «Everything Counts». В документальному фільмі «101», Вайлдер демонструє, як різні синтезаторні партії пісні розбивають і впорядковано розташовують на клавіатурі, для живої гри на концерті. Для запису альбому Songs of Faith and Devotion і відповідного туру Devotional Алан навчився грати на барабанах.
Пісня «Enjoy the Silence» з альбому Violator завдячує саме Вайлдеру своєму перетворенню з меланхолічної демо-балади в стилі Мартін Ґора на жвавий, мелодійний трек. В підсумку сингл став одним з найбільш комерційно успішних пісень в історії Depeche Mode.

## Вихід з Депеш Мод
1-го червня 1995-го (в 36-й день народження), Алан оголосив про свій вихід з Depeche Mode:

Через чимраз більше незадоволення внутрішніми стосунками та робочою атмосферою в гурті, з деяким сумом я вирішив піти з Депеш Мод. Моє рішення було не простим, особливо якщо поглянути на наші останні два альбоми, які є показником реалізованого потенціалу Депеш Мод.
З моменту приєднання в 1982-му, я постійно намагався віддавати всю енергію, ентузіазм і зацікавленість для подальшого успіху гурту, попри послідовний дисбаланс у розподілі робочого навантаження. На жаль, всередині гурту, цей внесок ніколи не отримував поваги та визнання які виправдовував.
Хоч я думаю, що якість наших музичних доробків підвищилася, натомість рівень нашої співпраці зіпсувався до границі, де я вже не вважаю, що мета виправдовує засоби. Я не маю на меті образити чи звинуватити когось конкретно; достатньо сказати, що відносини стали серйозно напруженими, усе більш розчаровували й, в певних ситуаціях, були нестерпними.
Оригінальний текст (англ.)
Due to increasing dissatisfaction with the internal relations and working practices of the group, it is with some sadness that I have decided to part company from Depeche Mode. My decision to leave the group was not an easy one particularly as our last few albums were an indication of the full potential that Depeche Mode was realising.
Since joining in 1982, I have continually striven to give total energy, enthusiasm and commitment to the furthering of the group's success and in spite of a consistent imbalance in the distribution of the workload, willingly offered this. Unfortunately, within the group, this level of input never received the respect and acknowledgement that it warrants.
Whilst I believe that the calibre of our musical output has improved, the quality of our association has deteriorated to the point where I no longer feel that the end justifies the means. I have no wish to cast aspersions on any individual; suffice to say that relations have become seriously strained, increasingly frustrating and, ultimately, in certain situations, intolerable.